# Джон Келлі
Джон Френсіс Келлі (англ. John Francis Kelly; нар. 11 травня 1950, Бостон, Массачусетс) — американський генерал у відставці, колишній глава Південного командування США (2012–2016). З 20 січня до 31 липня 2017 р. — міністр внутрішньої безпеки США. З 31 липня 2017 р. до 2 січня 2019 р. — голова адміністрації Білого дому.

## Біографія
З 1970 р. Келлі будував кар'єру в армії. 1976 року він закінчив Університет Массачусетса в Бостоні. Служив у морській піхоті і 2003 року на посаді заступника командира 1-ї дивізії морської піхоти Джеймса Меттіса увійшов до Іраку, де відповідав за організацію просування полкових бойових груп через іракські позиції. Після взяття Багдада його відправили на північ у складі групи спецпризначення «Тріполі» для полону старших офіцерів іракської армії. З 2008 до 2009 р. 1-й експедиційний корпус морської піхоти, яким він командував, діяв у іракських провінціях Анбар і Найнава. Завершив військову службу 2016 року в званні генерала.
З 2011 до 2012 р. Келлі працював старшим військовим радником міністра оборони Леона Панетти. 2012 року очолив Південне командування США. У січні 2017 р. Трамп призначив його міністром внутрішньої безпеки.
Обидва сини Келлі також служили в морській піхоті. 2010 року один з них, Роберт, загинув в Афганістані.